# Чепеленко Віталій Володимирович
Чепеле́нко Віта́лій Володи́мирович (* 12 травня 1939 — 2 січня 2017) — український композитор, музичний педагог, член Національної спілки композиторів України.

## З життєпису
1975 року закінчив Харківський державний інститут мистецтва, працював у Харківській державній академії культури на посаді старшого викладача кафедри інструментів духового та естрадного оркестрів.
1996 — лауреат Всеукраїнського джазового фестивалю «Конвалія-джаз — 96».
2008 — лауреат Муніципальної премії ім. С. Богатирьова.

## Основні праці
- Особливості інструментовки українського музичного фольклору для духового оркестру // Культура України: історія і сучасність: тези доп. респ. наук.-теорет. конф., 26–28 жовт. 1992 р. / Харків. держ. ін-т культури. – Харків, 1992. – С. 154–155.

- Про відтворення національних елементів в українській естраді 20-70-х рр. ХХ ст. / В. В. Чепеленко // Культура України. — Харків : ХДІК, 1997. — Вип. 4. — С. 183-187.

- Джазова імпровізація на саксофоні-тенорі : навч. посіб. / В. В. Чепеленко ; М-во культури і туризму України, Харків. держ. акад. культури. — Харків : ХДАК, 2006. — 124 с.
- Особливості  музичного імпровізування / В. В. Чепеленко // Освіта, культура та мистецтво в  добу цивілізаційної глобалізації : матеріали міжнар. наук. конф., 22–23 листоп. 2007 р. / М-во культури і туризму України, Харків. держ. акад. культури, Акад.  мистец. України. — Харків, 2007. — С. 170–172.